# 大芙樂蘭
大芙樂蘭（学名：Phreatia morii），或译大馥兰，为蘭科馥兰属下的一个种。生长在极潮湿环境中，特别是海拔1000米以下的溪涧旁的树干上或巨石上。分布于台湾南北。模式标本采自台湾浸水营。